# Aigars Fadejevs
Aigars Fadejevs (* 27. Dezember 1975 in Valka, Lettische SSR, Sowjetunion; † 17. Dezember 2024) war ein lettischer Leichtathlet.

## Sportliche Laufbahn
Fadejevs erreichte bei seiner ersten Olympiateilnahme 1996 in Atlanta über 20 Kilometer Gehen den sechsten Platz. Seine erste internationale Medaille gewann der Geher bei den Leichtathletik-Europameisterschaften 1998 in Budapest, als er hinter dem Russen Ilja Markow über 20 km die Silbermedaille holte. Zwei Jahre später erreichte er bei den Olympischen Spielen in Sydney hinter dem Polen Robert Korzeniowski über 50 Kilometer ebenfalls die Silbermedaille. Fadejevs ging auch bei den Olympischen Spielen 2004 in Athen an den Start, belegte im 50-Kilometer-Wettbewerb den 11. Platz.
Aigars Fadejevs war verheiratet. Nach dem Ende seiner sportlichen Laufbahn war er als Physiotherapeut tätig und betreute zeitweise den Basketballspieler Kobe Bryant.

## Persönliche Bestzeiten
- 5000-m-Gehen – 18:48,30 min
- 10.000-m-Gehen – 39:00,42 min
- 10-km-Gehen – 39:01 min
- 15-km-Gehen – 58:23 min (inoffizieller Weltrekord)
- 20-km-Gehen – 1:19:25 h
- 30-km-Gehen – 2:06:13 h
- 35-km-Gehen – 2:34:51 h
- 50-km-Gehen – 3:43:18 h
- Marathon – 2:27:20 h